# Pinatar Cup 2022
 (octobre 2022).
Si vous disposez d'ouvrages ou d'articles de référence ou si vous connaissez des sites web de qualité traitant du thème abordé ici, merci de compléter l'article en donnant les références utiles à sa vérifiabilité et en les liant à la section « Notes et références ».
Navigation
Édition précédente Édition suivante
La Pinatar Cup 2022 est la deuxième édition de la Pinatar Cup, un tournoi international de football féminin, consistant en une série de matchs amicaux.

## Format
Les huit équipes invitées disputent une phase à élimination directe, à commencer par les quarts de finale. À partir de là, les équipes sont divisées en une tranche gagnante et une tranche inférieure.

## Équipes
Huit équipes participent.
| Équipes              | Classement FIFA (décembre 2021) |
| -------------------- | ------------------------------- |
| Belgique             | 20                              |
| Écosse               | 23                              |
| Russie               | 25                              |
| Pologne              | 30                              |
| République d'Irlande | 31                              |
| Pays de Galles       | 33                              |
| Hongrie              | 43                              |
| Slovaquie            | 44                              |

## Résultats
Toutes les heures sont locales (UTC+1).
|  | Quarts de finale     | Quarts de finale     |          |                      | Demi-finales           | Demi-finales |  |  | Finale         | Finale |
|  | Quarts de finale     | Quarts de finale     |          |                      | Demi-finales           | Demi-finales |  |  | Finale         | Finale |
|  |                      |                      |          |                      |                        |              |  |  |                |        |
|  |                      |                      |          |                      |                        |              |  |  |                |        |
|  |                      |                      |          |                      |                        |              |  |  |                |        |
|  | Belgique             | 4                    |          |                      |                        |              |  |  |                |        |
|  | Belgique             | 4                    |          |                      |                        |              |  |  |                |        |
|  | Slovaquie            | 0                    |          |                      |                        |              |  |  |                |        |
|  | Slovaquie            | 0                    | Belgique | 0 (3)                |                        |              |  |  |                |        |
|  |                      |                      | Belgique | 0 (3)                |                        |              |  |  |                |        |
|  |                      | Pays de Galles       | 0 (1)    |                      |                        |              |  |  |                |        |
|  | Écosse               | Pays de Galles       | 0 (1)    | 1                    |                        |              |  |  |                |        |
|  | Écosse               |                      |          | 1                    |                        |              |  |  |                |        |
|  | Pays de Galles       | 3                    |          |                      |                        |              |  |  |                |        |
|  | Pays de Galles       | 3                    | Belgique | 0 (7)                |                        |              |  |  |                |        |
|  |                      |                      | Belgique | 0 (7)                |                        |              |  |  |                |        |
|  |                      | Russie               | 0 (6)    |                      |                        |              |  |  |                |        |
|  | Russie               | Russie               | 0 (6)    | 2 (3)                |                        |              |  |  |                |        |
|  | Russie               |                      |          | 2 (3)                |                        |              |  |  |                |        |
|  | Hongrie              | 2 (0)                |          |                      |                        |              |  |  |                |        |
|  | Hongrie              | 2 (0)                | Russie   | 1                    |                        |              |  |  |                |        |
|  |                      |                      | Russie   | 1                    | Match pour la 3e place |              |  |  |                |        |
|  |                      | République d'Irlande | 0        |                      |                        |              |  |  |                |        |
|  | Pologne              | République d'Irlande | 0        | 1                    |                        |              |  |  |                |        |
|  | Pologne              |                      |          | 1                    |                        |              |  |  |                |        |
|  | République d'Irlande | 2                    |          | République d'Irlande | 1                      |              |  |  |                |        |
|  | République d'Irlande | 2                    |          | République d'Irlande | 1                      |              |  |  |                |        |
|  |                      |                      |          |                      |                        |              |  |  | Pays de Galles | 0      |
|  |                      |                      |          |                      |                        |              |  |  | Pays de Galles | 0      |

### Quarts de finale
| Match A1              | Écosse         | 1 - 3   | Pays de Galles                          | Pinatar Arena, San Pedro del Pinatar |  |
| 16 février 2022 15h30 | Clelland 45+4e | (1 - 1) | 45+6e (pen.) 53e Fishlock · 61e Harding |                                      |  |

| Match B1 | Pologne   | 1 - 2   | République d'Irlande          | La Manga Club Football Stadium, Manga del Mar Menor |  |
|          | Dudek 49e | (0 - 0) | 66e Lu. Quinn · 75e Lo. Quinn |                                                     |  |

| Match A2 | Belgique                                                   | 4 - 0   | Slovaquie | Pinatar Arena, San Pedro del Pinatar |  |
| 20h30    | Eurlings 33e · Cayman 71e · De Caigny 90e · Wijnants 90+1e | (1 - 0) |           |                                      |  |

| Match B2                   | Russie                       | 2 - 2                    | Hongrie        | La Manga Club Football Stadium, Manga del Mar Menor |  |
|                            | Korovkina 52e · Lazareva 62e | (0 - 0)                  | 54e 71e Zeller |                                                     |  |
| Kasina · Morina · Fedorova | Tirs au but 3 - 0            | Csiszár · Zágor · Kocsán |                |                                                     |  |

### Demi-finales pour la cinquième place
| Match A4              | Écosse                   | 2 - 0   | Slovaquie | Pinatar Arena, San Pedro del Pinatar |  |
| 19 février 2022 15h30 | Harrison 4e · Thomas 24e | (2 - 0) |           |                                      |  |

| Match B4 | Pologne         | 1 - 2   | Hongrie                  | La Manga Club Football Stadium, Manga del Mar Menor |  |
|          | Zawistowska 20e | (1 - 1) | 16e Csiszár · 90+1e Vágó |                                                     |  |

### Demi-finales
| Match A3              | Belgique                            | 0 - 0             | Pays de Galles                     | Pinatar Arena, San Pedro del Pinatar |  |
| 19 février 2022 20h30 |                                     | (0 - 0)           |                                    |                                      |  |
| 19 février 2022 20h30 | Minnaert · Blom · Eurlings · Cayman | Tirs au but 3 - 1 | Green · Estcourt · Woodham · James |                                      |  |

| Match B3 | Russie      | 1 - 0   | République d'Irlande | La Manga Club Football Stadium, Manga del Mar Menor |  |
|          | Lazareva 7e | (1 - 0) |                      |                                                     |  |

### Match pour la septième place
| 22 février 2022 | Pologne | 0 - 2   | Slovaquie                     | La Manga Club Football Stadium, Manga del Mar Menor |  |
| 15h30           |         | (0 - 0) | 55e Mikolajová · 83e Semanová |                                                     |  |

### Match pour la cinquième place
| 22 février 2022 | Écosse                   | 0 - 0             | Hongrie                          | Pinatar Arena, San Pedro del Pinatar |  |
| 20h30           |                          | (0 - 0)           |                                  |                                      |  |
| 20h30           | Emslie · Kerr · Clelland | Tirs au but 3 - 1 | Vágó · Zeller · Németh · Savanya |                                      |  |

### Match pour la troisième place
| 22 février 2022 | République d'Irlande | 1 - 0   | Pays de Galles | La Manga Club Football Stadium, Manga del Mar Menor |  |
| 15h30           | O'Sullivan 25e       | (1 - 0) |                |                                                     |  |

### Finale
| 22 février 2022 | Belgique                                                                                 | 0 - 0             | Russie                                                                                       | Pinatar Arena, San Pedro del Pinatar |  |
| 20h30           |                                                                                          | (0 - 0)           |                                                                                              |                                      |  |
| 20h30           | Philtjens · Wijnants · De Caigny · Cayman · Evrard · Biesmans · Minnaert · Vanwynsberghe | Tirs au but 7 - 6 | Belomyttseva · Mashkova · Fedorova · Samoylova · Sheina · Abdullina · Petrova · Simanovskaya |                                      |  |

## Classement final
| Rang               | Équipe               |
| ------------------ | -------------------- |
| Médaille d'or      | Belgique             |
| Médaille d'argent  | Russie               |
| Médaille de bronze | République d'Irlande |
| 4                  | Pays de Galles       |
| 5                  | Écosse               |
| 6                  | Hongrie              |
| 7                  | Slovaquie            |
| 8                  | Pologne              |